# Piryiótika
Piryiótika (Pyrgiotika) är en ort i Grekland.   Den ligger i prefekturen Nomós Argolídos och regionen Peloponnesos, i den södra delen av landet, 90 km sydväst om huvudstaden Aten. Piryiótika ligger 51 meter över havet och antalet invånare är 335.
Terrängen runt Piryiótika är kuperad åt sydost, men åt nordväst är den platt. Runt Piryiótika är det ganska glesbefolkat, med 34 invånare per kvadratkilometer. Närmaste större samhälle är Argos, 14,0 km väster om Piryiótika. 